# Dow City, Iowa
Dow City là một thành phố thuộc quận Crawford, tiểu bang Iowa, Hoa Kỳ. Năm 2010, dân số của thành phố này là 510 người.

## Dân số
Dân số qua các năm:
- Năm 2000: 503 người.
- Năm 2010: 510 người.